# Kloster
Kloster là một đô thị thuộc huyện Deutschlandsberg thuộc bang Steiermark, nước Áo. Đô thị Kloster có diện tích 22,1 km², dân số thời điểm năm 2005 là 215 người.